# Slåtterøy fyr
Slåtterøy fyrstation er et kystfyr som ligger helt yderst i Selbjørnsfjorden på øen Slåtterøy ved Brandasund. Fyret tilhører Bømlo kommune i Vestland fylke i Norge.  Fyret var tidligere en del af Fitjar kommune.  

## Historie
Slåtterøy fyr blev tegnet af fyrdirektør Carl Fredrik Diriks og stod færdig i 1859. Det 25,1 meter høje støbejernstårn er landets fjerde ældste og blev i sin tid leveret fra Bærums Verk med lygte fra Næs Jernverk. Fyrtårnet er rødmalet med et hvidt bælte og ligger 45,8 meter over havet. Fyret blev elektrificeret i 1958 og siden den gang har Slåtterøy fyr haft landets kraftigste fyrlys. Lampen er et 2. ordens linseapparat, med en styrke på 5.180.000 candela. Lyset kan ses 18,5 nautiske mil fra land. 
Til fyrstationen hører en stor fyrvogterbolig, maskinhus og to naust. Naustet ved fyret blev bygget i 1902. En stenvej med 140 trappetrin fører op til fyret.  

### Bombet
Undre anden verdenskrig var 20 tyskere stationeret på fyret, og områder omkring var mineret. Et britisk fly bombede fyrstationen, og en bombe dræbte en af fyrvogterens døtre. Skaderne fra bombningen er stadig synlige på fyrtårnet. I 1956 blev en fyrvogter taget af en brodsø og omkom.

## Automatiseret og fredet
Fyret blev automatisert på 1980-tallet og har været uden bemanding fra 30. juni 2003. I 1999 blev fyret med fyrvogterbolig, maskinhus, to naust og den brolagte vej fredet af Riksantikvaren.

## Ny brug
En venneforening omkring Slåtterøy fyr blev dannet i 2004. Foreningen disponerer over fyrstationen, mod at fyrvogterboligen og området omkringholdes vedlige. Foreningen udlejer sovepladser i den gamle fyrvogterbolig og tilbyder omvisninger på området. Der er plads til ca. 10-14 personer. 

## Vejrstation
Siden juli 1923 har der været en vejstation i drift på Slåtterøy. Denne blev automatiseret i 1997. Slåtterøy er et af de målesteder i Norge med højeste årsmiddeltemperatur.